# Mundo perdido (gênero)

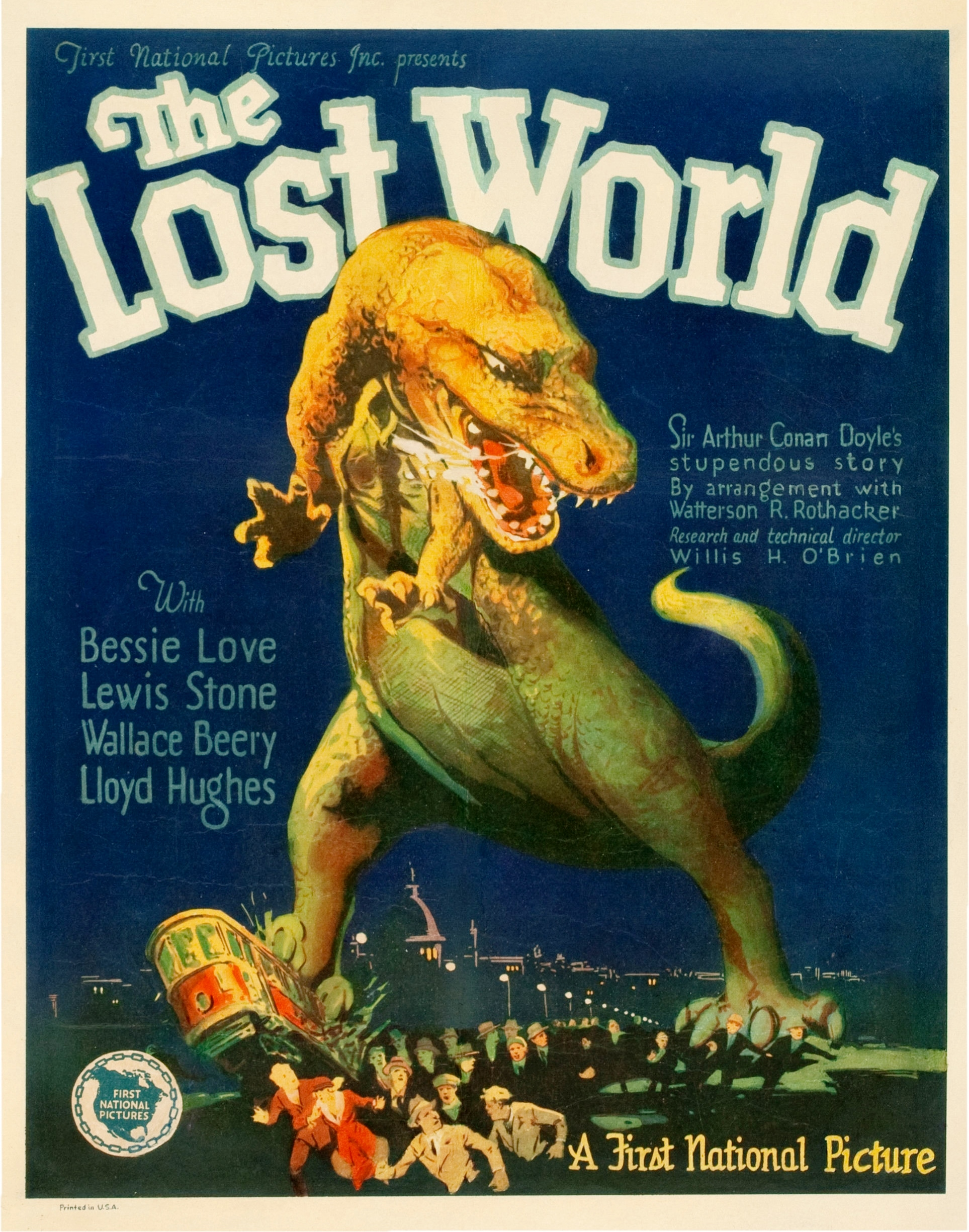
Carta da adaptação de O Mundo Perdido (1925).

O mundo perdido é um tema recorrente na literatura de aventura do final da Era vitoriana, entre o final do século XIX e o início do século XX, mais tarde revivido no cinema.
O tema diz respeito à descoberta de um lugar remoto e inexplorado que permaneceu "fora do tempo", isolado do resto do mundo conhecido, mas conservando características extraordinárias arcaicas ou completamente anacrônicas graças ao seu isolamento. Os "mundos perdidos" são lugares exóticos por excelência: cidades localizadas nas cavidades profundas da Terra ou civilizações antigas escondidas na selva, ilhas distantes ou vales inacessíveis que preservam um fragmento do passado, onde às vezes dinossauros, sobrevivem répteis pré-históricos e monstros gigantescos como no filme King Kong de 1933.
Essa tendência aventureira se desenvolveu principalmente entre as décadas de 1870 e 1920 e é vista como um subgênero da fantasia ou ficção científica (dependendo do conteúdo científico das histórias), influenciando autores de ficção científica subsequentes. É o nome de um romance de Arthur Conan Doyle de 1912, que inspirou uma variedades de filmes, embora existam vários exemplos proeminentes na literatura anterior, como Júlio Verne com Viagem ao Centro da Terra (1864) e romances por H. Rider Haggard.
O gênero - que inclui raças, cidades, terras e ilhas perdidas - tem semelhanças com o de "reinos míticos", como Eldorado. O "mundo perdido" se distingue do mundo imaginário, pois o primeiro está situado em um canto escondido do mundo real, enquanto o último está completamente desconectado da história e da geografia.

## História

### Contexto histórico e cultura

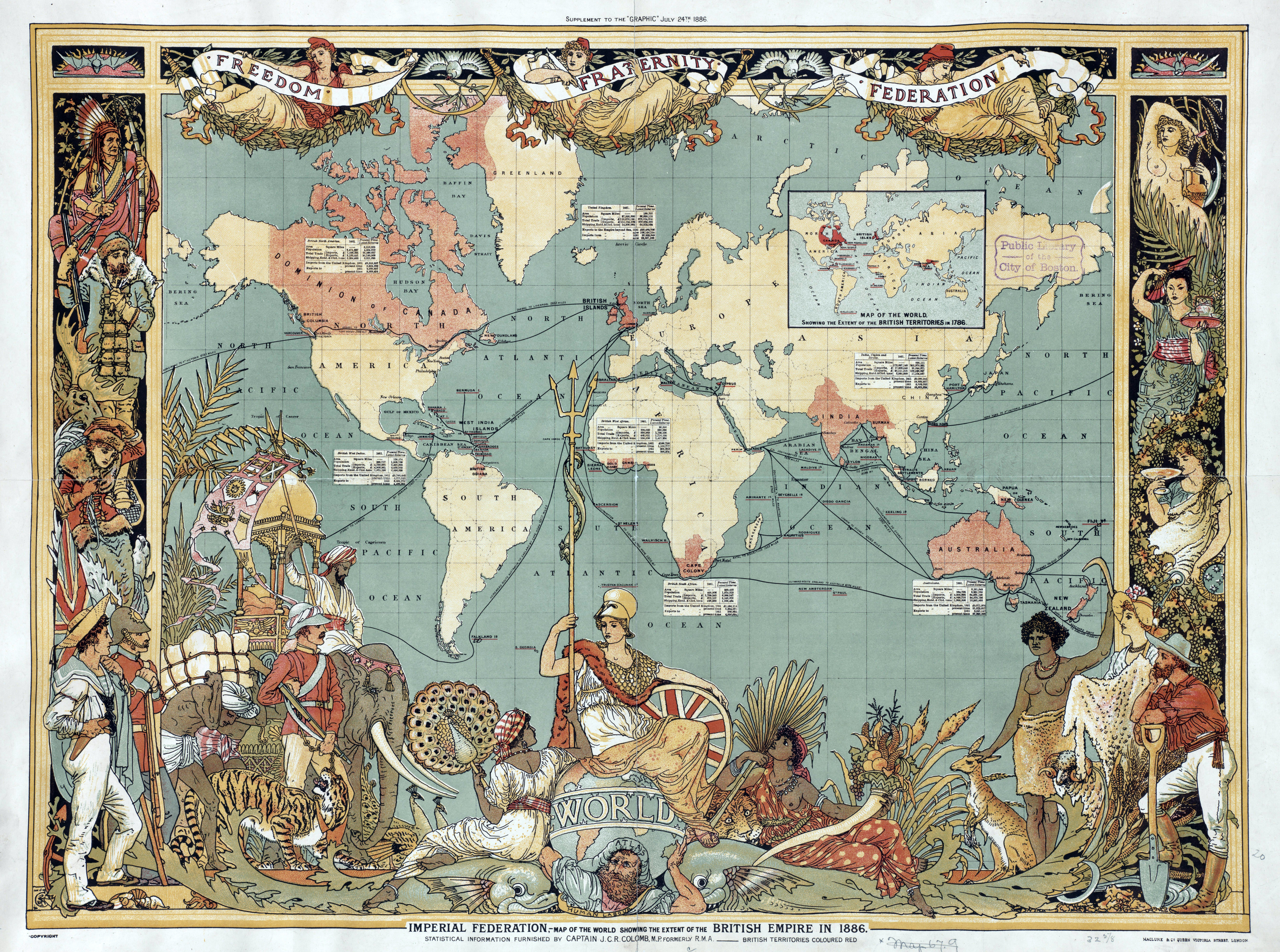
As conquistas mundiais do Império Britânico (em vermelho) em 1886.

O gênero "mundo perdido" nasceu na segunda metade do século XIX na literatura do final da era vitoriana, em uma era rica em novas explorações geográficas e científicas, marcada pelo colonialismo. Foi nessa época que os fascinantes vestígios de civilizações perdidas começaram a ser descobertos em todo o mundo, incluindo os túmulos do Vale dos Reis no Egito, a fortaleza semilendária de Tróia, as pirâmides maia envoltas pela selva ou o cidade e palácios do Império Assírio e o Grande Zimbábue. Assim, relatos autênticos de descobertas geográficas e achados arqueológicos de aventureiros do Império Britânico conseguiram capturar a imaginação de um grande público, influenciando a produção de obras ficcionais. Entre 1871 e a Primeira Guerra Mundial, o número de narrativas de "mundos perdidos" em todos os continentes aumentou dramaticamente.
No mesmo período histórico ocorre a descoberta e popularidade dos dinossauros, através do reconhecimento e reconstrução de seus restos fósseis. O paleontólogo britânico Richard Owen, que cunhou o termo "dinossauro" em 1842, fundou o Museu de História Natural de Londres em 1881 com o apoio do Príncipe Albert, marido da Rainha Vitória. Em 1858, o primeiro dinossauro americano foi descoberto por William Parker Foulke, causando a explosão da mania dos dinossauros nos Estados Unidos. Os estudiosos Edward Drinker Cope e Othniel Charles Marsh competiram para superar uns aos outros na descoberta de novos espécimes pré-históricos no que foi chamado de "guerra dos ossos", um desafio que teve ampla cobertura nos jornais e durou cerca de trinta anos, terminando em 1897. Enquanto ferozes disputas surgiam entre os estudiosos sobre a origem, fisiologia, localização temporal e extinção dos dinossauros, iconografias e imagens fantásticas desses animais e seu habitat se espalhavam cada vez mais.
A segunda metade do século XIX é também o período em que alguns continentes hipotéticos perdidos foram inventados, como Lemúria e Mu, que logo foram explorados por defensores do ocultismo e se aproximaram do mito da Atlântida.

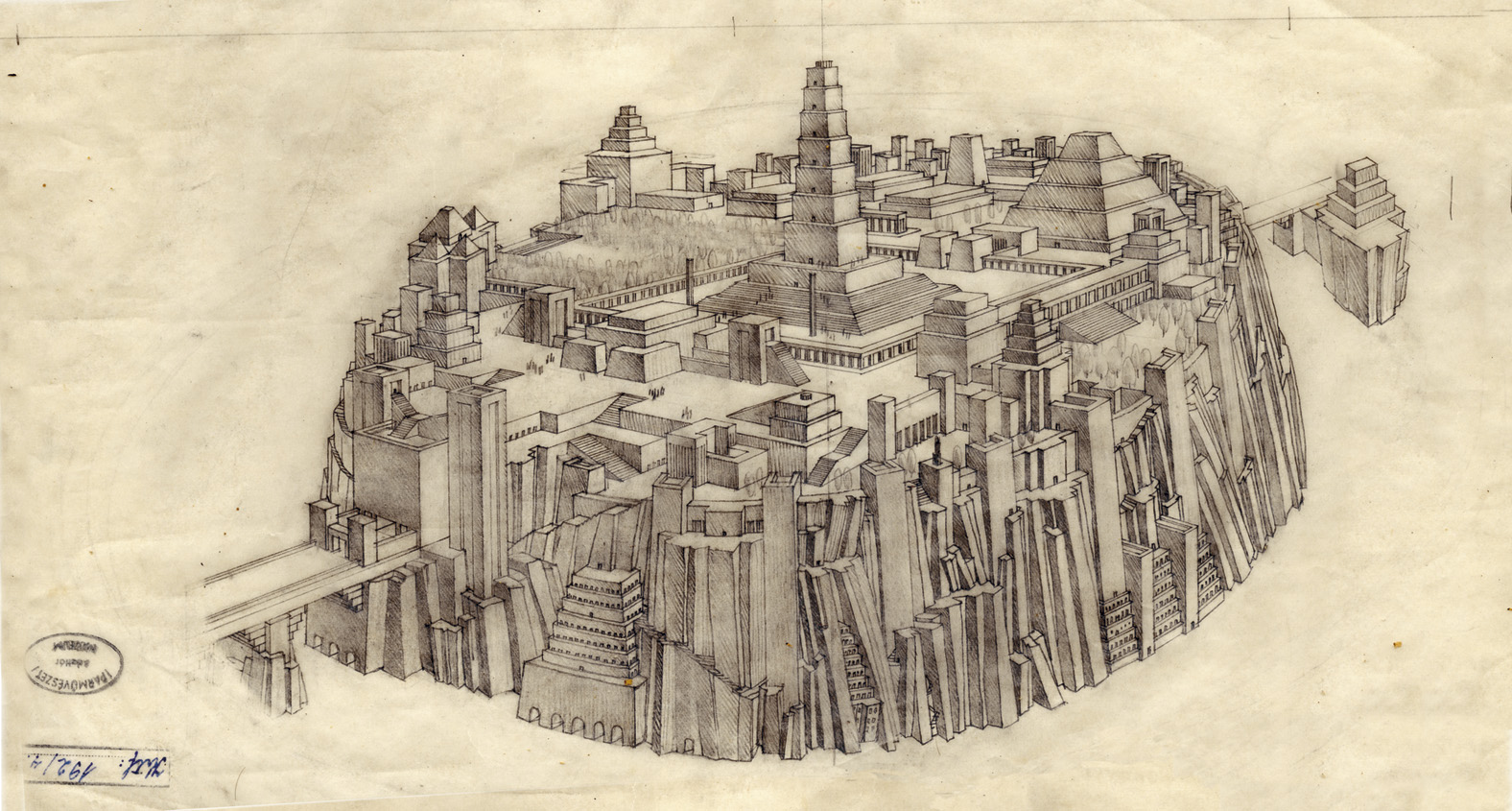
Atlântida por Géza Maróti
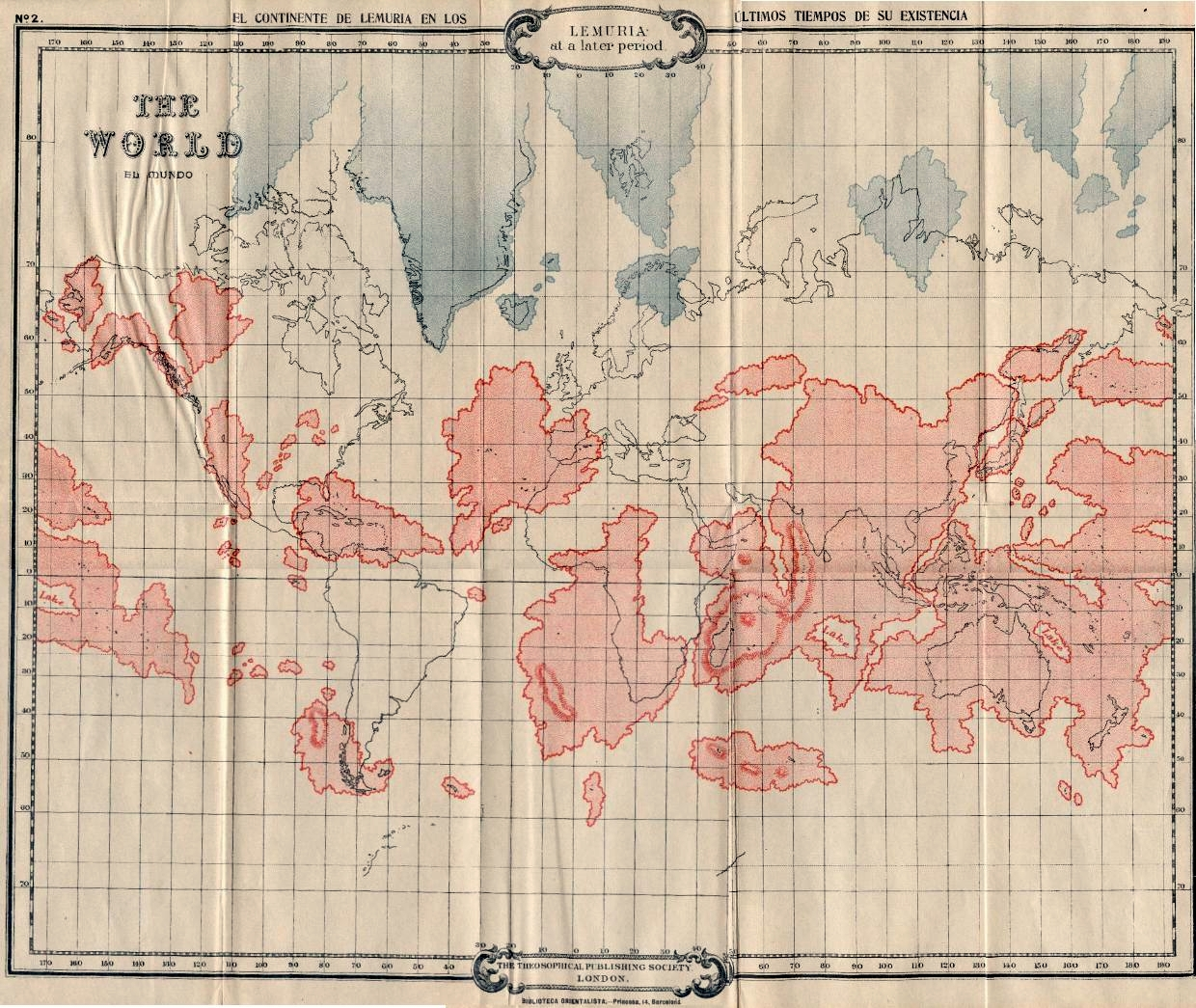
Mapa de Lemúria por William Scott-Elliot
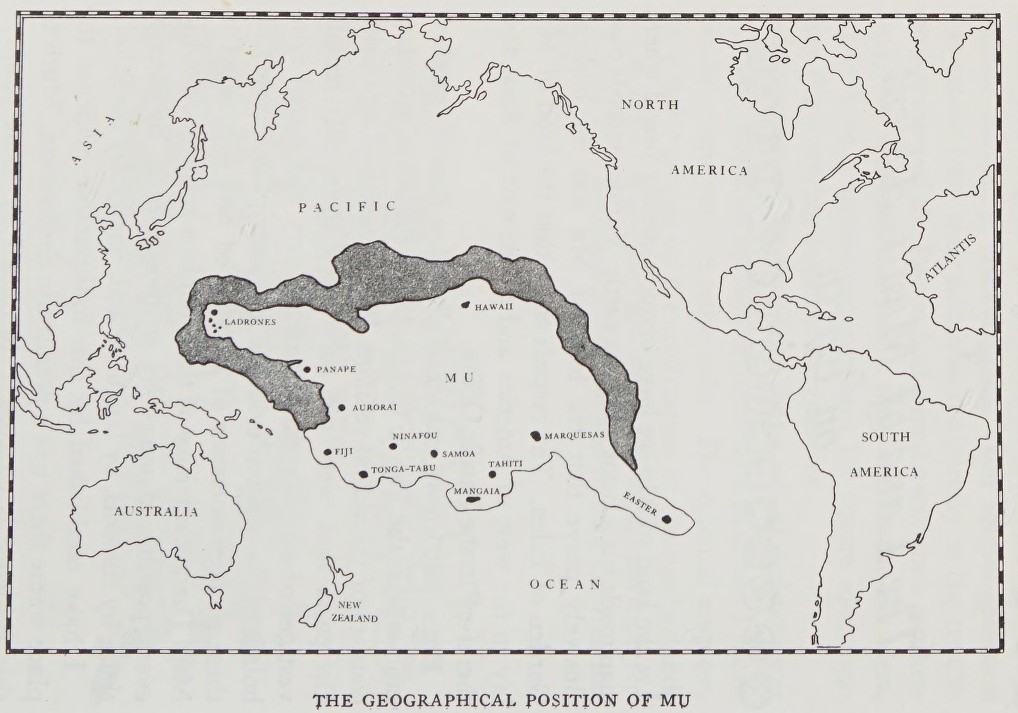
Mu em um Mapa-múndi hipotético

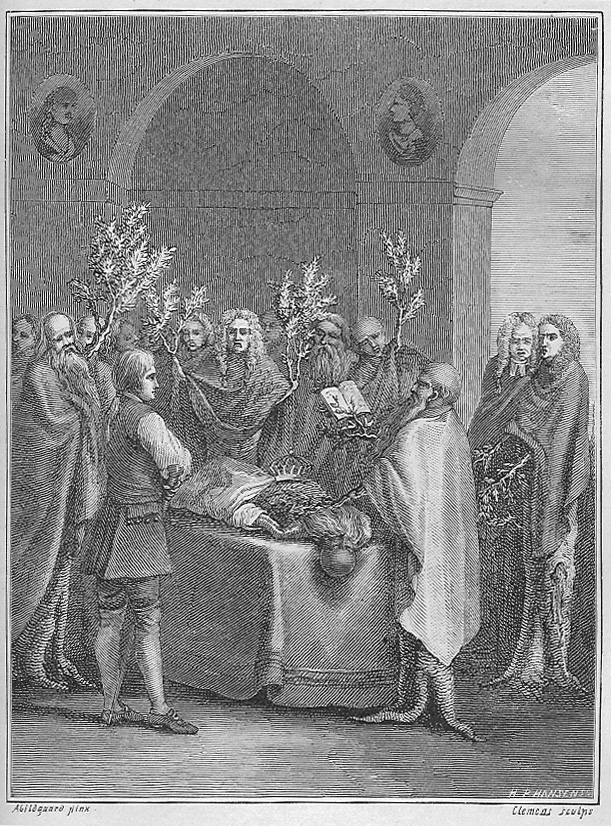
Ilustração de 1789 para a Viagem subterrânea de Niels Klim (1741), de Ludvig Holberg. Gravura e desenhos de Johan Frederik Clemens e Nicolai Abraham Abildgaard.

### Precursores
A vertente "mundos perdidos" é evidentemente a sucessora das "viagens fantásticas" do século XIX e anteriores (tais narrativas são uma das formas literárias mais antigas). No entanto, as primeiras histórias nasceram em um mundo geograficamente "aberto": quando Jonathan Swift escreveu As viagens de Gulliver (1726), os europeus ainda não haviam descoberto a Austrália ou explorado a África. No final do século XIX, porém, os espaços vazios nos mapas agora eram poucos, por isso vamos em busca de cantos ainda inexplorados, misteriosos e inacessíveis do globo para traçar essas histórias, da África negra à bacia amazônica, a os pólos ou mesmo no fundo do planeta, dentro da Terra oca. O conteúdo "científico" também é diferente: as obras da segunda metade do século XIX - como as de Verne - dão importância a novas disciplinas como a geologia, a antropologia e sobretudo a arqueologia, bem como a teoria da evolução de Darwin, embora muitas histórias sejam baseadas em teorias agora consideradas pseudocientíficas em vez de científicas, como as de Ignatius Donnelly na Atlântida ou na Terra oca.

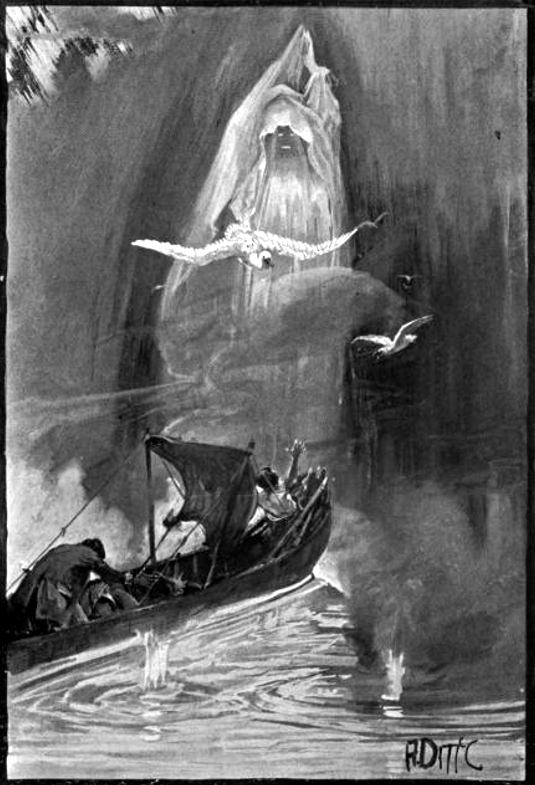
Ilustração de 1898 The Narrative of Arthur Gordon Pym de Edgar Allan Poe.

Entre as obras que precedem a veia real do "mundo perdido" estão Voyages et aventures de Jacques Massé (1710), de Simon Tyssot de Patot, que inclui fauna e flora pré-históricas; 
Nicolai Klimii Iter Subterraneum (1741) de Ludvig Holberg, onde o protagonista cai em uma caverna enquanto a explora e passa muitos anos vivendo na terra oca; A terra das pessoas que voam. The Life and Adventures of Peter Wilkins, 1751) por Robert Paltock, uma viagem imaginária do século XIX inspirada por Defoe e Swift, onde um homem chamado Peter Wilkins descobre um povo alado em um lugar remoto ilha cercada por penhascos altos, como a ilha Caspak de Burroughs.
Icosameron de Giacomo Casanova (1788) é uma história de 5 volumes (1 800 páginas) onde os jovens protagonistas, irmão e irmã, caem na terra descobrindo a utopia subterrânea do Mégamicri ("grande-pequeno"), uma raça de pacíficos, anões multicoloridos e hermafroditas. O autor especula que poderia ser o verdadeiro Jardim do Éden. Embora o romance de Casanova possa corretamente ser considerado um dos primeiros exemplos do gênero aventureiro do "mundo perdido", ele não poderia ter uma influência genuína em obras posteriores: exterminado, prolixo e cheio de digressões, o livro provou ser um terrível fracasso comercial - como levar Casanova à beira da falência - e foi esquecido até 1921, quando uma tradução alemã foi redescoberta.
O romance de 1820 em uma terra oca Symzonia atribuído por alguns a John Cleves Symmes Jr. (ou pelo menos com base em suas idéias), foi por sua vez citado como o primeiro do tipo de mundo perdido. Symmes foi um dos proponentes mais proeminentes da teoria da terra oca.
The Narrative of Arthur Gordon Pym (1838) de Edgar Allan Poe apresenta alguns elementos da veia no final da história, enquanto Erewhon (1872)  de Samuel Butler usa o tema como um veículo para a sátira social a la Swift e não por causa de romance de aventura. É claro para o leitor que o país que Butler descreve - sem nunca especificar em que parte do mundo ele está - é uma representação satírica da Inglaterra vitoriana (razão pela qual o romance foi inicialmente publicado anonimamente).
Citado por sua vez como um dos precursores do gênero está A Strange Manuscript Found in a Copper Cylinder, o melhor romance do canadense James De Mille (1833-1880), publicado em 1888, postumamente e anonimamente Symmes foi um dos proponentes mais proeminentes da teoria da terra oca.
The Narrative of Arthur Gordon Pym  (1838) de Edgar Allan Poe apresenta alguns elementos da veia no final da história, enquanto Erewhon (1872) de Samuel Butler usa o tema como um veículo para a sátira social a la Swift e não por causa de romance de aventura. É claro para o leitor que o país que Butler descreve - sem nunca especificar em que parte do mundo ele está - é uma representação satírica da Inglaterra vitoriana (razão pela qual o romance foi inicialmente publicado anonimamente).
Citado por sua vez como um dos precursores do gênero é A Strange Manuscript Found in a Copper Cylinder, o melhor romance do canadense James De Mille (1833-1880), publicado em 1888, de forma anônima após a sua morte, serializado na Harper's Weekly e na Inglaterra, Estados Unidos e Canadá, mas composto muitos anos antes. Essa história de aventura, satírica e fantástica se passa em uma "terra perdida" semitropical imaginária na Antártida, habitada por monstros pré-históricos e adoradores de um culto à morte chamado Kosekin. Iniciado muitos anos antes de seu lançamento, ele lembra o Gordon Pym de Poe e antecipa o cenário exótico e os elementos de fantasia e aventura dos "mundos perdidos" apresentados nas obras de H. Rider Haggard.

### Primeiros exemplos na ficção

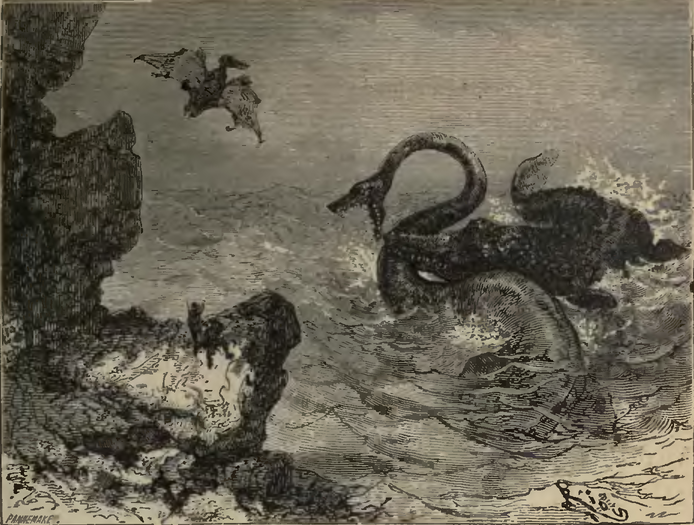
A monstruosa fauna pré-histórica em Viagem ao Centro da Terra (1864) de Jules Verne (ilustração de Édouard Riou para a edição de 1864).

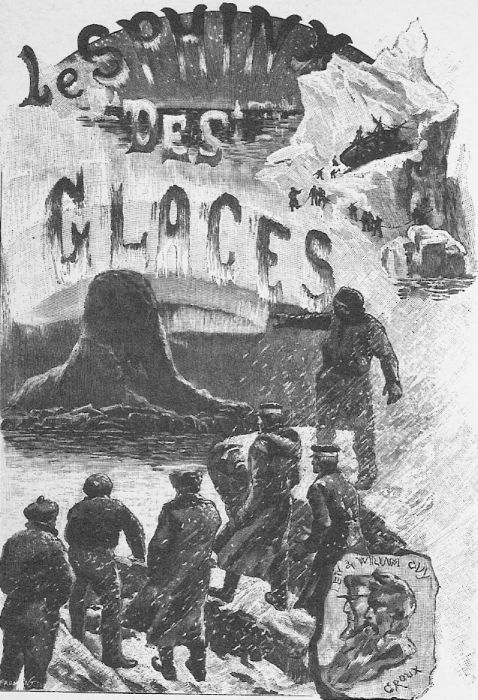
Ilustração deLe Sphinx des glaces (1897) de Jules Verne

Viagem  ao Centro da Terra de Júlio Verne de 1864 é uma jornada cheia de aventuras e reviravoltas nas profundezas inexploradas do planeta. Entrando pelo cone de um vulcão extinto, descendo e subindo nas imensas cavidades subterrâneas, os protagonistas encontram, além de muitos minerais preciosos e raros, também restos de animais pré-históricos. Verne faz com que os heróis vivam muitas aventuras até o limite do impossível, com riscos mortais em várias ocasiões. Os viajantes chegam a uma grande "caverna" localizada pelo autor a cerca de 35 léguas de profundidade, descobrindo um mar interior povoado por monstruosa fauna pré-histórica, que irão cruzar em uma jangada. Os elementos típicos que teriam distinguido a vertente da terra perdida povoada por dinossauros já estão presentes no romance de Verne, que - segundo a Encyclopedia of Science Fiction - é talvez a melhor de todas as fantasias sobre o "mundo interno". Verne voltou ao tema dos "mundos perdidos" com outras obras, como Le Sphinx des glaces (1897), uma sequência da The Narrative of Arthur Gordon Pym de Poe ambientada entre os mistérios do gelo da Antártida e  Le Village aérien (1901), um romance de aventuras na selva africana em que descobrimos um povo perdido vivendo nas árvores, que apesar do tom lúdico constitui uma oportunidade para refletir sobre o famoso "elo perdido" entre o macaco e o homem, um debate em um período muito quente após a publicação da obra de Darwin.
Sete anos depois de Verne, uma nova jornada para as profundezas da Terra ocorre com The Coming Race (1871) de Edward Bulwer-Lytton, uma história na forma de um relato onde o protagonista descobre uma civilização subterrânea altamente evoluída de super-homens que sobreviveram a cataclismos mitológicos. O relato de ficção científica de Bulwer-Lytton sobre essa "raça perdida" foi levado muito a sério pelos proponentes da existência da Atlântida (incluindo Scott-Elliot) e mais tarde por praticantes do ocultismo. É opinião comum que a obra, além de ter alimentado o imaginário místico do nazismo, pode provavelmente ter influenciado The Time Machine de H. G. Wells por seu tema de uma raça subterrânea esperando para tomar seu lugar ao sol. O enredo do livro também foi reciclado em vários filmes B e uma variedade de teorias pseudocientíficas e da conspiração.
O imensamente popular As Minas de Salomão de 1885, de H. Rider Haggard, é citado como um protótipo do gênero de mundo perdido. Conta a história da expedição a uma região inexplorada da África por um grupo de aventureiros liderados por Allan Quatermain em busca do irmão desaparecido de um dos companheiros. Quatermain é em muitos aspectos a figura arquetípica do "grande caçador branco", o herói da era do colonialismo britânico. As Minas de Salomão é o primeiro romance de aventura inglês ambientado na África e moldou o gênero do mundo perdido, influenciando narrativas subsequentes, como The Man Who Would Be King (1888) de Rudyard Kipling, O Mundo Perdido (1912) de Arthur Conan Doyle, The Land That Time Forgot (1918) de Edgar Rice Burroughs, The Well of the Moon (1918-1919) de A. Merritt, At the Mountains of Madness (1936) de Howard Phillips Lovecraft e Kioga of the Wilderness (1936) de William L Chester. A história em quadrinhos de Lee Falk, O Fantasma (1936), também foi inicialmente concebida dentro desse gênero.
Ela, a Feiticeira é outro romance famoso de Haggard que influenciou a veia. Publicado inicialmente em fascículos em 1886-1887, foi extraordinariamente popular na época em reimpressões subsequentes, permanecendo um dos clássicos da literatura ficcional. A "mulher eterna" do romance é Ayesha, rainha branca imortal da cidade perdida de Kôr, na África central, habitada por uma população regredida, com um elemento sobrenatural (a "Chama da Imortalidade") e adorando uma deusa branca. Neste trabalho, H. Rider Haggard desenvolveu as convenções da vertente "mundo perdido", que muitos outros autores emularam nas décadas seguintes. É um dos mais vendidos de ficção de todos os tempos e foi traduzido para dezenas de idiomas. O romance inspirou uma dezena de filmes, metade deles já na era do cinema mudo.
Outro mundo subterrâneo perdido é o descrito em The Land of the Changing Sun (1894) de Will N. Harben. Willis George Emerson, em The Smoky God, or A Voyage to the Inner World, 1908, conta uma história contada por um pescador norueguês chamado Olaf Jansen, que chega com seu pai e seu barco ao interior do continente, onde ficam por dois anos visitando as cidades do reino que ali está (identificado em trabalhos posteriores com Agartha) e de onde saem do lado oposto, no Polo Sul. A história de Emerson é considerada uma das primeiras fontes da crença nas civilizações subterrâneas .
Outros romances do final do século 19 citados no gênero são The Phantom City (1886), de William Westall, e The Aztec Treasure-House (1890), de Thomas Janvier.
A Ilha do Dr. Moreau (1895) de H. G. Wells pode ser vista como uma variação do tema, visto que o cenário consiste em uma misteriosa ilha de origem vulcânica no Pacífico onde o protagonista / narrador pousa após um naufrágio. Aqui, no entanto, o "mundo atávico" do sujeito não é uma consequência da evolução natural (ou da desaceleração da própria evolução), mas é artificial, o resultado dos experimentos imprudentes do Dr. Moreau para uma população de criaturas a meio caminho entre homem e animal, destinados a se rebelar contra seu criador, dando mostras de um retorno à sua bestialidade original.

### O Mundo Perdido de Arthur Conan Doyle

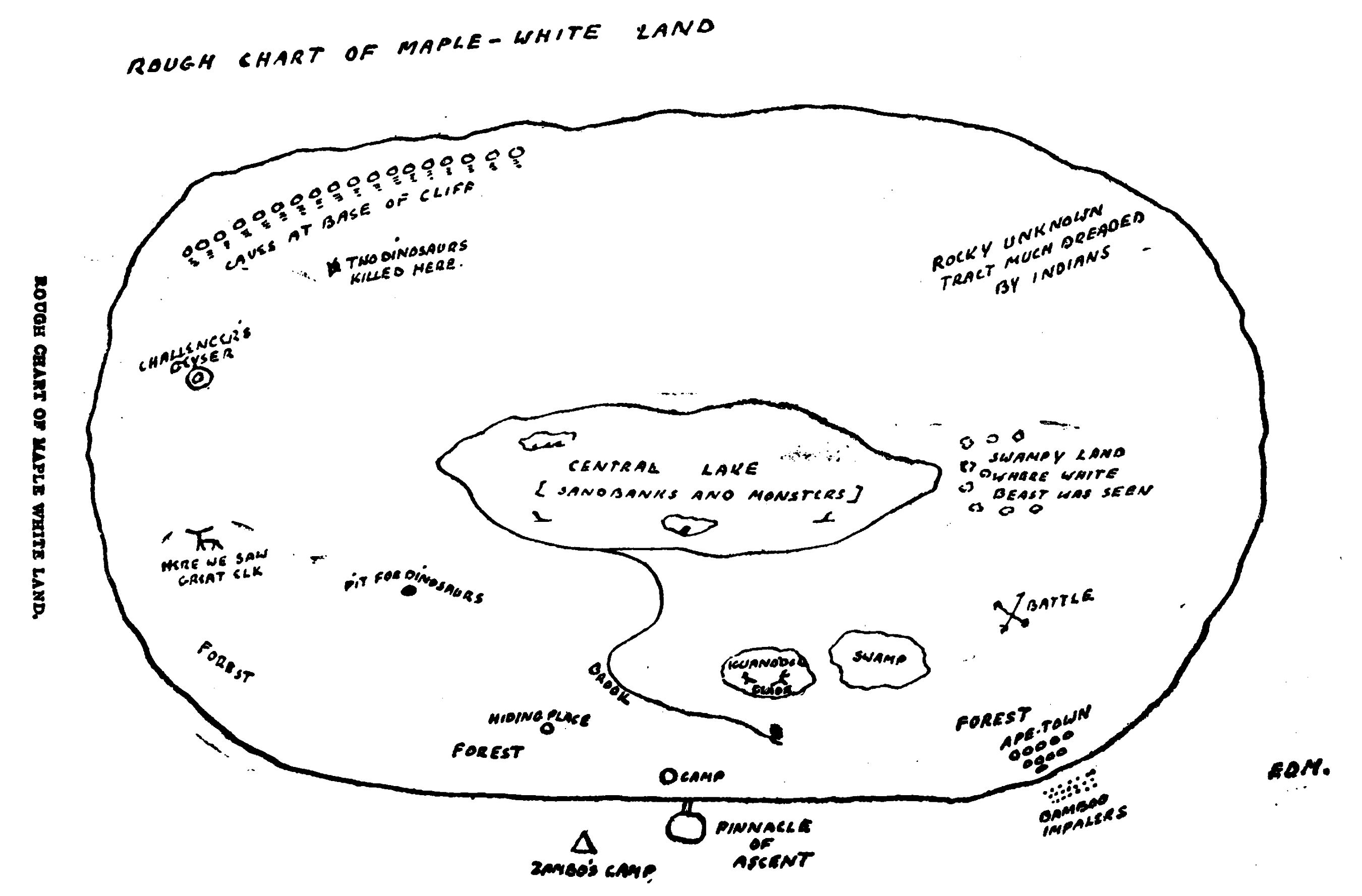
Mapa esquemático da Terra de Maple White, do romance O Mundo Perdido, de Arthur Conan Doyle.

Arthur Conan Doyle adicionou o último elemento que faltava, os dinossauros, ao gênero do mundo perdido.
Embora continue mais conhecido pelas histórias de Sherlock Holmes, Doyle escreveu várias obras de ficção científica fantástica; na fronteira entre a aventura e a ficção científica está seu romance O Mundo Perdido de 1912, o primeiro de uma série estrelada por um cientista brilhante, audacioso, mas mal-humorado, o Professor Challenger. O professor explora na América do Sul um planalto que permanece isolado do mundo circundante, a Terra de Maple White, onde vive uma fauna primordial de monstros pré-históricos.
Doyle inspirou-se para seu romance na grande sugestão suscitada pela conquista em 1884 do Monte Roraima, o mais alto de todos os tepui venezuelanos, caso de extraordinário interesse biológico e geológico, pois sua inacessibilidade determinou um processo evolutivo de total independência da área circundante e existem espécies animais e vegetais completamente ausentes no resto do mundo. A conquista de seu cume exigiu muitas expedições, realizadas ao longo de pelo menos meio século. O romance inspirou um bom número de filmes de 1925 em diante.

### As terras esquecidas da época de Burroughs

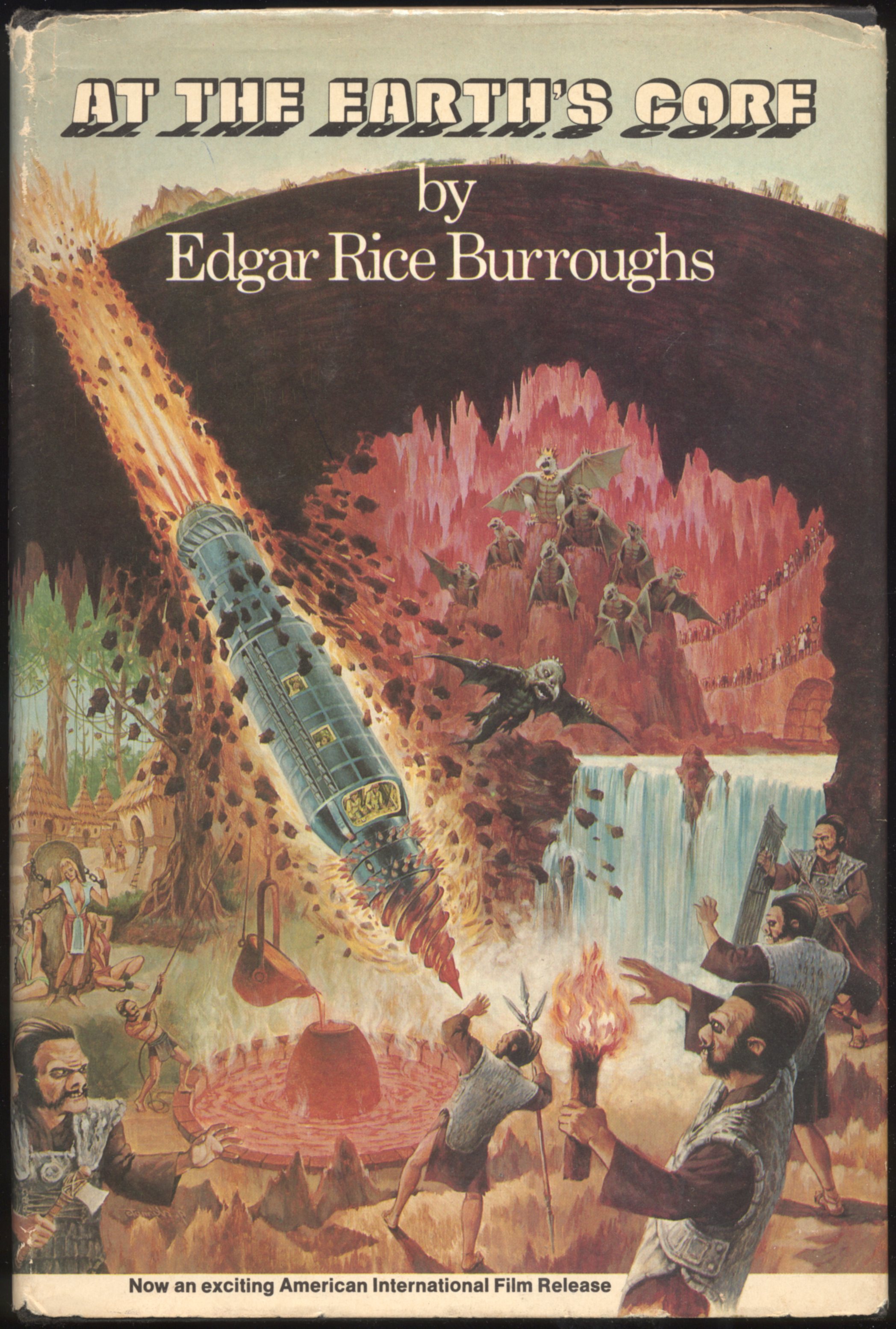
Capa de At the Earth's Core (1976).

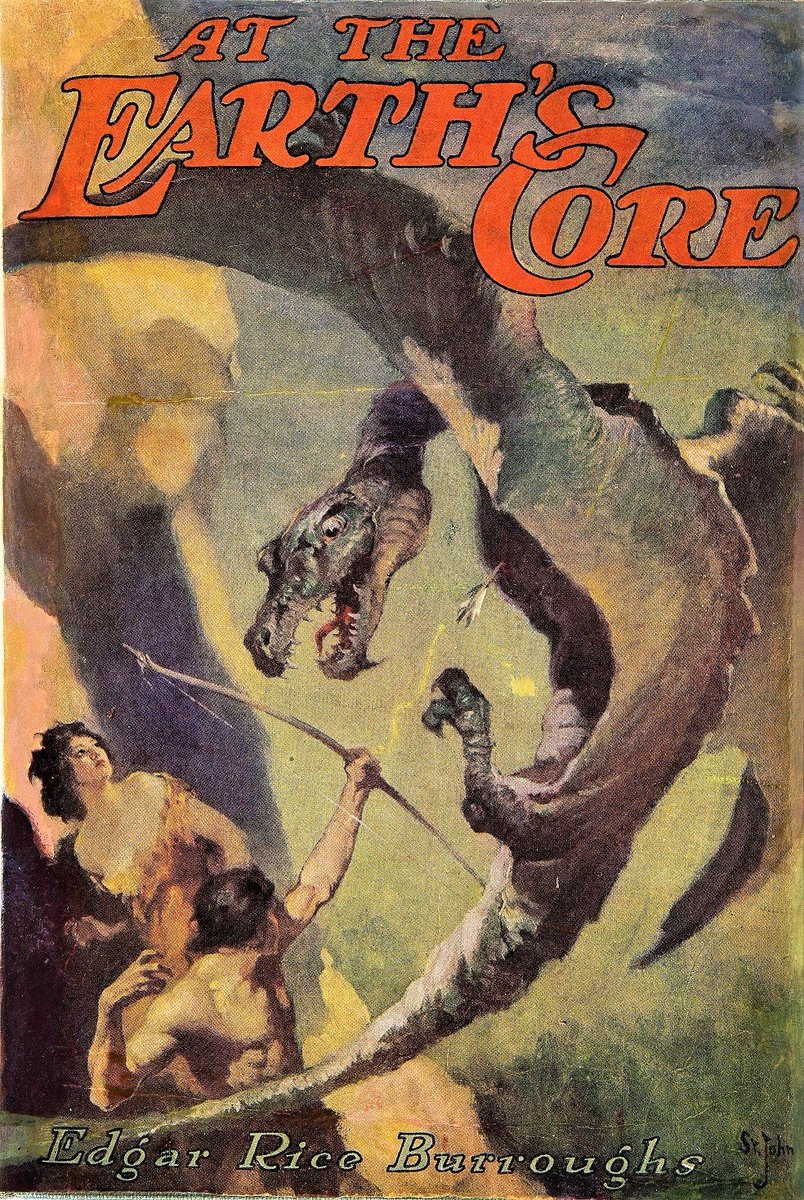
Sobrecapa de uma edição de 1922 do romance de Burroughs, At the Earth's Core; ilustração de J. Allen St. John (1872-1957)

O prolífico escritor americano Edgar Rice Burroughs - hoje famoso por uma série ambientada em Marte (Barsoom) e Tarzan - se dedica ao tema do "mundo perdido" apenas dois anos depois de Conan Doyle, com as histórias Pellucidar, que começa com o romance At the Earth's Core (ou The Inner World, 1914); pelo título, podemos sentir a semelhança com o modelo de Verne após cinquenta anos.
No primeiro romance da série, os protagonistas, dentro de uma "toupeira de ferro" experimental, um veículo de escavação de ficção científica, descem 500 milhas dentro da crosta terrestre, emergindo no desconhecido mundo interior de Pellucidar (na ideia de Burroughs, a Terra é uma esfera oca, com Pellucidar na face interna desta esfera). Pellucidar é habitado por criaturas pré-históricas de todas as eras geológicas e dominado por uma espécie de répteis voadores inteligentes e civilizados, que atacam e escravizam os humanos nativos da Idade da Pedra ali. O romance foi adaptado para o filme Center of the Earth: Unknown Continent em 1976.
Burroughs até mesmo faz um cruzamento com uma outra série, no romance Tarzan at the Earth's Core de 1930, que é o décimo terceiro episódio de Tarzan, seu personagem mais famoso, e simultaneamente o quarto de Pellucidar.
The Land That Time Forgot de 1918 (recolhida juntamente com as suas duas sequências em 1924) dá lugar a uma trilogia de Burroughs não ligada ao ciclo Pellucidar e que por sua vez inspirou um filme de 1975 com o mesmo nome. A ilha de Caspak ou Caprona, onde pessoas naufragadas pousam. A ilha, próxima à Antártida, manteve-se em seu estágio primitivo e habitada por dinossauros, animais pré-históricos e tribos de homens das cavernas. Duas tribos humanas estão constantemente lutando entre si: uma mais avançada, tanto tecnológica quanto espiritualmente, e outra muito mais atrasada.
Tarzan descobre outra terra perdida, Pal-ul-don, no romance Tarzan the Terrible de 1921 e uma cidade perdida em Tarzan and the Madman, escrito em 1940 e publicado postumamente em 1964. O personagem Tarzan, no auge da fama, passa a ser publicado nos quadrinhos em 1929, logo sendo imitado por um grande grupo de personagens masculinos e femininos, os chamados "tarzanides", que como o homem-macaco vivem na selva; um dos temas típicos dessas histórias em quadrinhos é justamente a descoberta de civilizações perdidas.

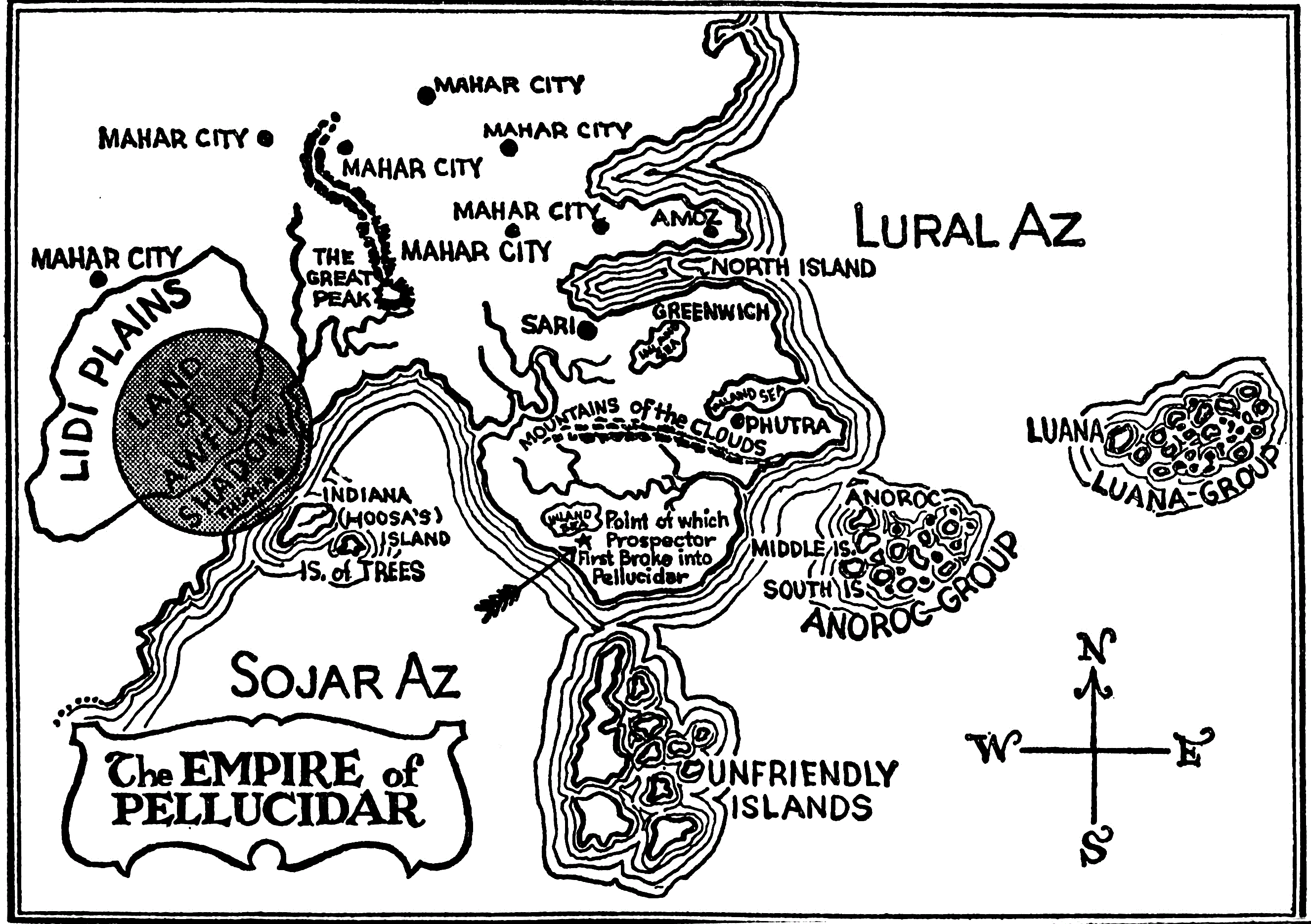
Mapa de Pellucidar
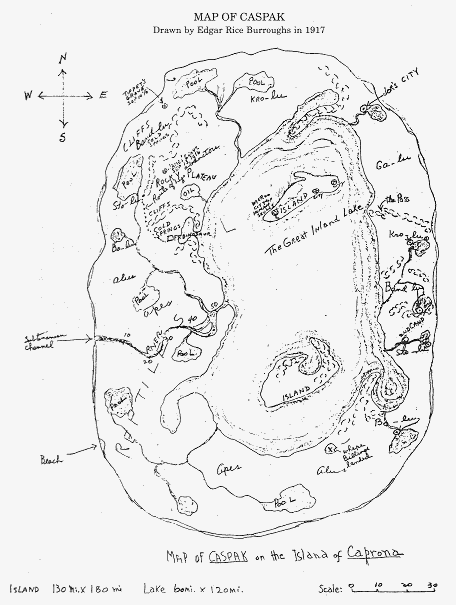
Mapa original da ilha de Caspak / Caprona, desenhado em 1917 por Edgar Rice Burroughs para a trilogia de romances.
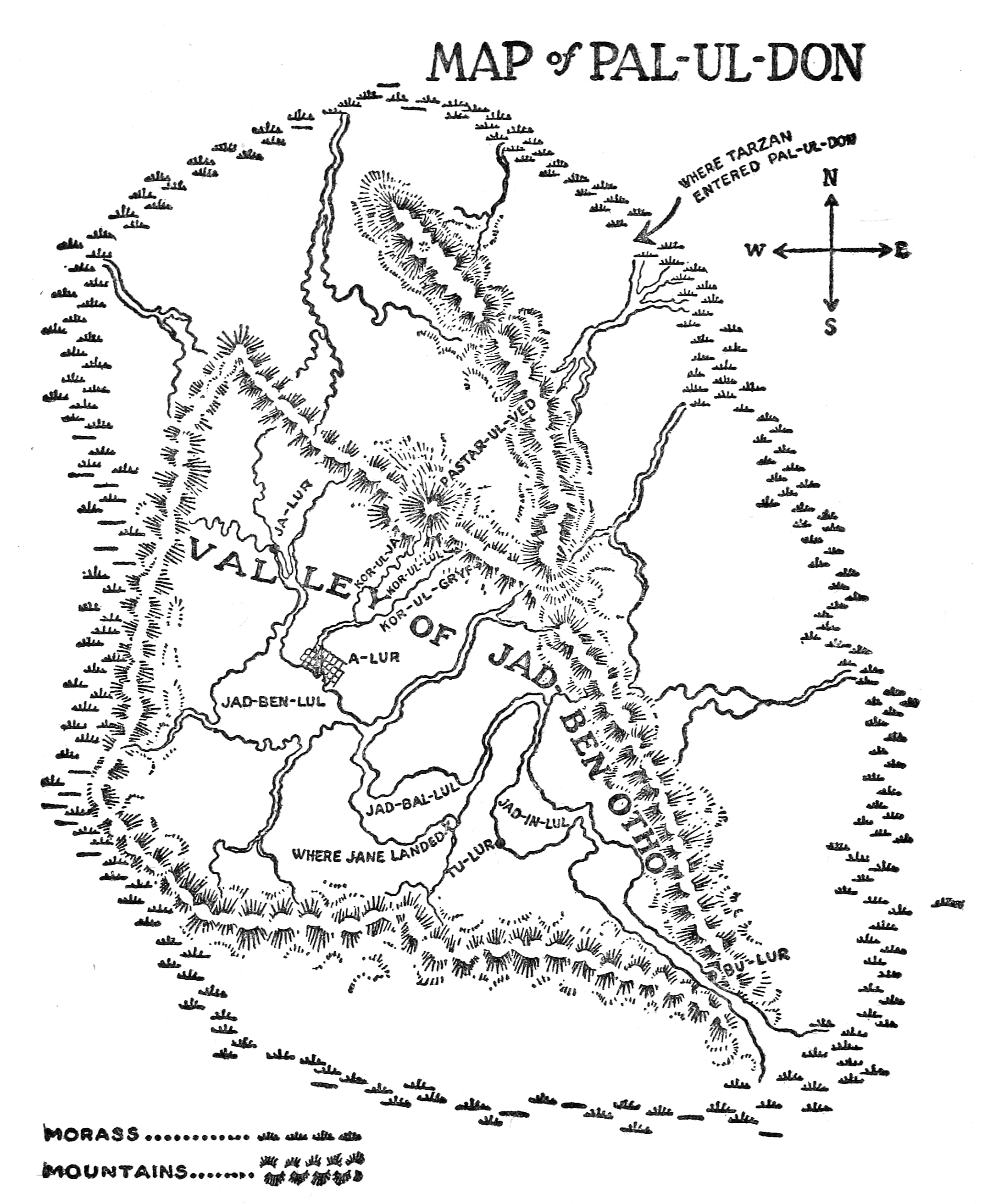
Mapa de Pal-ul-don, da primeira edição de Tarzan the Terrible (1921).

### Outras terras perdidas
Um dos primeiros escritores de ficção científica russos, o geólogo e explorador Vladimir Afanas'evič Obručev, escreveu os populares romances Plutonia (Плутония, 1915) e Земля Санникова ("Terra de Sannikov", 1924), descrevendo o Mundo Perdido de Conan Doyle, em detalhes vívidos a descoberta de um mundo isolado de animais pré-históricos nas grandes ilhas até então inexploradas ao norte do Alasca ou da Sibéria. Dinossauros e outras espécies jurássicas são encontradas em Plutonia, em uma terra subterrânea imaginária ao norte do Alasca. As passagens descritivas tornam-se mais confiáveis pelo amplo conhecimento de paleontologia de Obručev.

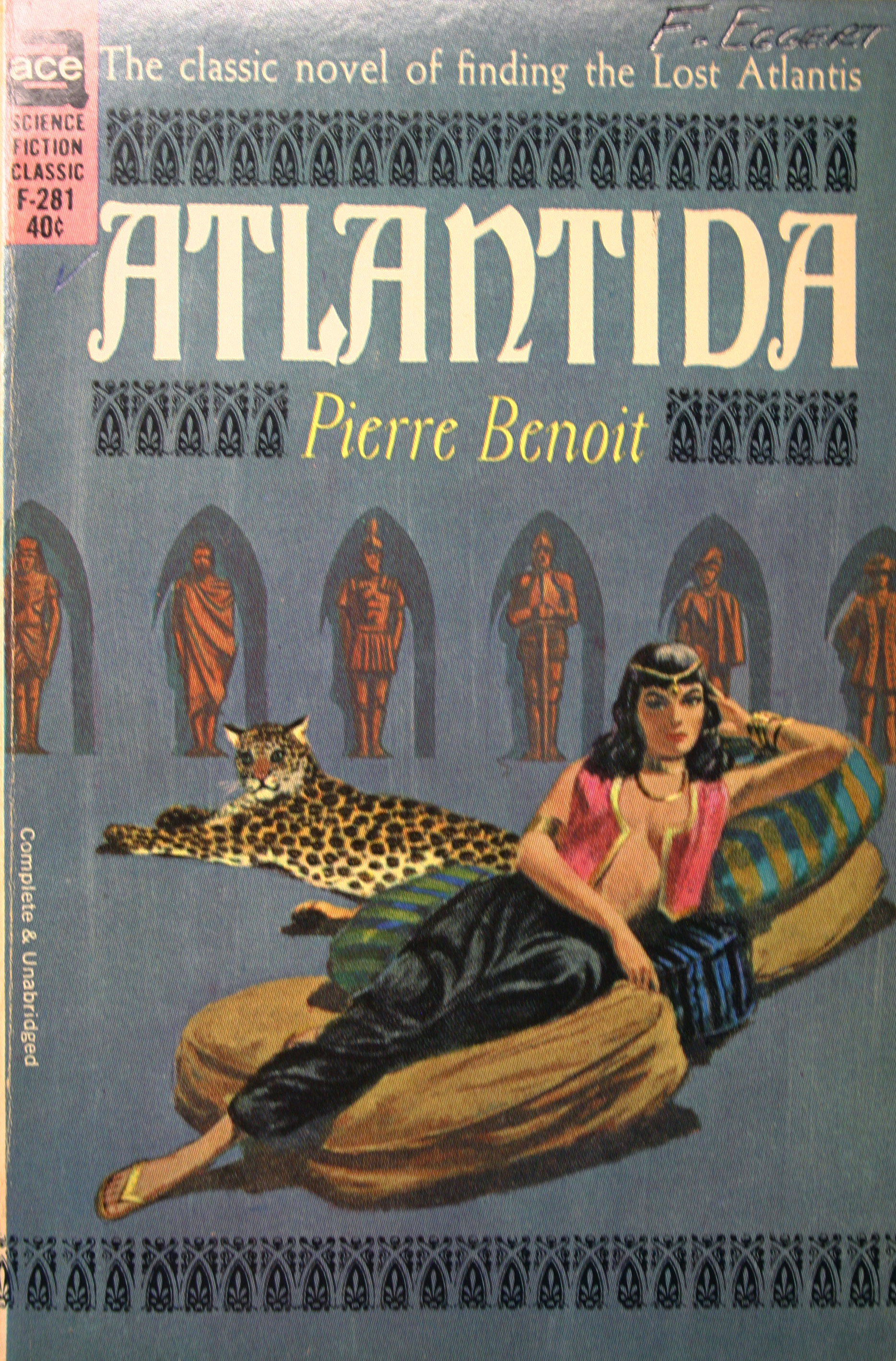
Capa de uma tradução americana de 1920 de L'Atlantide de Pierre Benoît.

No popular romance L'Atlantide, do francês Pierre Benoît, de 1919, durante uma expedição no meio do deserto do Saara, dois soldados franceses descobrem o reino dos últimos descendentes da perdida Atlântida, comandados pelo sinistro encanto da Rainha Antinea, que coleciona amantes transformando-os em estátuas deouro. É Atlântida, afinal, a mais cobiçada dos "mundos perdidos" (a mesma já feita para vislumbrar por Verne nas profundezas do mar aos passageiros do Nautilus do Capitão Nemo em Vinte Mil Léguas Submarinas).
O americano A. Merritt escreveu vários trabalhos de fantasia científica sobre o assunto, incluindo The Moon Pool (1918-1919), sua sequência The Metal Monster (1920), The face in the abyss (The Face in the Abyss, 1923-1931). O franco-belga J.-H. Rosny aîné em L'Étonnant voyage de Hareton Ironcastle (1922) conta a história de uma expedição que no coração da África descobre uma área misteriosa com um ecossistema de outro mundo, com flora e fauna estranhas. J.-H. Rosny aîné é conhecido por A Guerra do Fogo, uma obra de ficção pré-histórica.
Embora a tendência literária tenha começado a declinar no final dos anos 1920, ela começou a aparecer nas novas revistas pulp, com trabalhos que tiveram alguma influência em escritores posteriores. Em 1927, o romance Drome escrito e ilustrado por John Martin Leahy foi publicado em capítulos na revista Weird Tales (reeditado como livro em 1952).
Caracterizados por inúmeros elementos de ficção científica estão as obras de John Taine (pseudônimo do matemático escocês Eric Temple Bell), como The Purple Sapphire (1924) e The Greatest Adventure (1929). O último romance em particular foi citado como um rival digno dos mundos perdidos de Conan Doyle e Haggard. Nele, uma expedição científica à Antártica leva à descoberta entre o gelo dos restos de uma antiga civilização que possuía tecnologia muito avançada. A expedição é ameaçada por algumas criaturas gigantescas semelhantes a dinossauros que parecem perfeitamente adaptadas ao clima inóspito. A expedição descobre que eles foram o resultado de experimentos genéticos da cultura ancestral, que levaram a mutações incontroláveis. Para evitar o risco de contaminar a biosfera do resto do mundo, a civilização decidiu se auto-encerrar no gelo. Lost Horizon (1933), de James Hilton, obteve sucesso popular usando gênero para propor considerações filosóficas e de crítica social. Ele introduziu o nome Shangri-La, que se tornou um meme para a idealização do mundo perdido como um "paraíso". Os habitantes do mundo perdido também são vistos como seres superiores de estranhos em Land Under England (1935), de Joseph O'Neill, o relato de uma sociedade totalitária governada pelo controle telepático da mente (citado por Karl Edward Wagner como um dos treze melhores romances de ficção científica de terror); e Jack Harding's Quest (1939) de Douglas V. Duff, uma história ambientada no Oriente Médio. uma história ambientada no Oriente Médio.
Kioga, Hawk of the Wild (1936) por William L. Chester, o herói inspirado em Tarzan de uma série de quatro romances publicados em capítulos nos pulps, vive seu aventuras no Estreito de Bering e é adaptado em uma seriado cinematográfico de 1938.
Se os primeiros exemplos da veia foram definidos em partes do mundo ainda inexploradas pelos europeus da época, em particular o coração da África (Haggard e Burroughs com Tarzan) ou o interior da América do Sul (The Lost World of Doyle e The Face in the Abyss de Merritt), bem como na Ásia Central (Kipling e Hilton), escritores posteriores preferiram a Antártica, principalmente como um refúgio para espécies pré-históricas. At the Mountains of Madness de Howard Phillips Lovecraft, escrito em 1931 e publicado em 1936, inspirado por sua vez no Gordon Pym de Poe, pode ser considerado o precursor de uma série de histórias sobre expedições às agora clássicas regiões polares (incluindo Who Goes There? de John W. Campbell de 1938, transposto em dois filmes). Em Dian of the Lost Land de Edison Marshall (1935), Cro-Magnons, Neandertais e mamutes sobrevivem na "Terra do Musgo" (País do Musgo), um canto protegido e temperado do continente Antártico; seres humanos como os descendentes de Atlântida no romance de Dennis Wheatley, The Man Who Missed the War (1945) vivem em um lugar semelhante. Crusoe Warburton (1954) de Victor Wallace Germains descreve uma ilha no remoto Atlântico Sul com um império perdido que não conhece a pólvora. Vários outros trabalhos foram ambientados na Antártica até os dias atuais: dinossauros e Nefilim emergem do derretimento do gelo no romance apocalíptico Antarktos Rising (2007) de Jeremy Robinson, enquanto a fantasia satírica Pym (2011) de Mat Johnson descreve gigantesco hominídeos brancos que vivem em cavernas de gelo.
Entre os exemplos tardios da veia literária estão, como já mencionado, as obras de Dennis Wheatley, incluindo The Fabulous Valley e Uncharted Seas (1938), do qual se baseia o filme The Mist of Horrors; e vários outros, como Hidden World (1935; 1957)  e When the Birds Fly South (1945) de Stanton A. Coblentz e The Secret People (1935) do britânico John Wyndham, em que o mundo perdido está localizado em uma caverna sob o deserto do Saara. Novamente Lovecraft, escrevendo como um ghostwriter, descreve um reinado assustador no romance de terror The Mound, composto em 1929-1930, mas publicado postumamente em 1940.
Enquanto isso, o tema do "mundo perdido" também se manifesta em outras mídias. Em 1936 aparece uma história em quadrinhos inicialmente concebida dentro da veia: O Fantasma (1936) de Lee Falk. A base do herói mascarado está localizada nas profundezas da floresta da ilha do Éden, pertencente ao estado imaginário de Bangalla (ou Bengalia ou Bangolia), inicialmente localizado na Ásia e posteriormente transferido para o coração da África.

### O cinema e King Kong

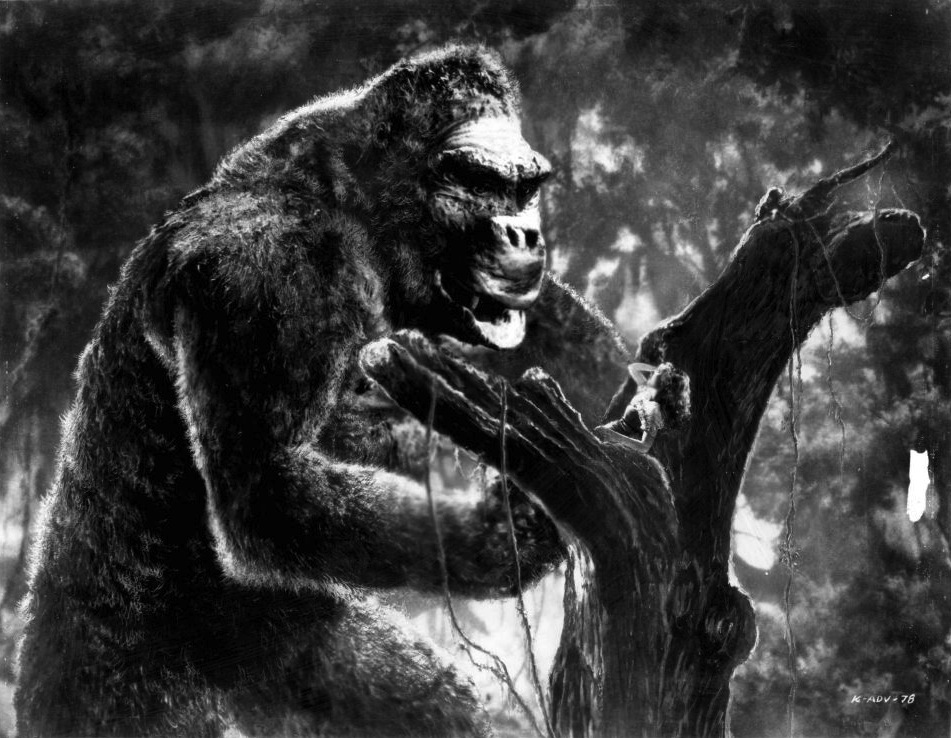
Foto promocional do filme King Kong (1933)

Quando o gênero literário do final do período vitoriano se esgotou, o tema do "mundo perdido" foi retomado e popularizado novamente pela nascente indústria cinematográfica. Por exemplo, o romance Ela, a feiticeira de Haggard inspirou uma dúzia de filmes, metade dos quais já estavam na era do cinema mudo (o primeiro em 1899). As Minas do Rei Salomão teve sua primeira versão cinematográfica em 1937.
Em vez disso, uma história original é a do macaco gigante do filme King Kong, de Merian C. Cooper e Ernest B. Schoedsack, de 1933, ambientado ao longo da primeira parte em uma "terra perdida", a lendária Ilha da Caveira, onde Kong vive como último exemplo de sua própria espécie de primatas, junto com uma série de criaturas pré-históricas igualmente assustadoras. O cinema constitui um dos paradigmas básicos da linguagem cinematográfica. A habilidosa combinação de elementos aventureiros, românticos e fantásticos, aliados a uma série de truques visuais revolucionários da época, fizeram deste filme uma das maiores obras-primas da história do cinema. O especialista em efeitos especiais neste filme, Willis H. O'Brien, misturou animação passo-um com outras técnicas, como projeção traseira, projeção em miniatura e tela azul, pela primeira vez para inserir atores em cenas nunca antes vistas.
King Kong deve muito ao filme anterior de Harry Hoyt, The Lost World (1925), a primeira adaptação do romance homônimo de Arthur Conan Doyle, ambientado em um vale secreto da floresta amazônica, que foi o primeiro filme a ser exibido ao público em geral de dinossauros "vivos" graças à técnica de animação do primeiro passo - novamente de O'Brien -, fazendo aparecer 50 criaturas diferentes. O filme teve um remake de 1960, The Lost World dirigido por Irwin Allen, onde répteis disfarçados de monstros foram usados em vez da animação passo-um para economizar em efeitos especiais. King Kong teve dois remakes, em 1976 (com as criaturas mecânicas de Carlo Rambaldi) e em 2005 (com as criaturas da computação gráfica).
Na seriado cinematográfico The Lost City de 1935, é descoberto que uma série de terremotos e tempestades elétricas se originam de uma área da África negra, onde um cientista prisioneiro de um megalomaníaco que deseja dominar o mundo tem seu próprio laboratório; aqui também a cidade perdida é guardada por uma tribo guerreira de indígenas.
The Land That Time Forgot é uma adaptação de 1975 do romance de Edgar Rice Burroughs de mesmo nome. A história se passa durante a Primeira Guerra Mundial e a ilha perdida está localizada na Antártica. Neste filme, os dinossauros foram feitos como fantoches. O sucesso inesperado do filme levou a produtora a fazer mais duas adaptações cinematográficas dos trabalhos de Burroughs, também dirigidos por Kevin Connor: At the Earth's Core (1976) e The People That Time Forgot. The People That Time Forgotten (1977), uma sequência direta de The Land That Time Forgot.

### Influências na ficção científica

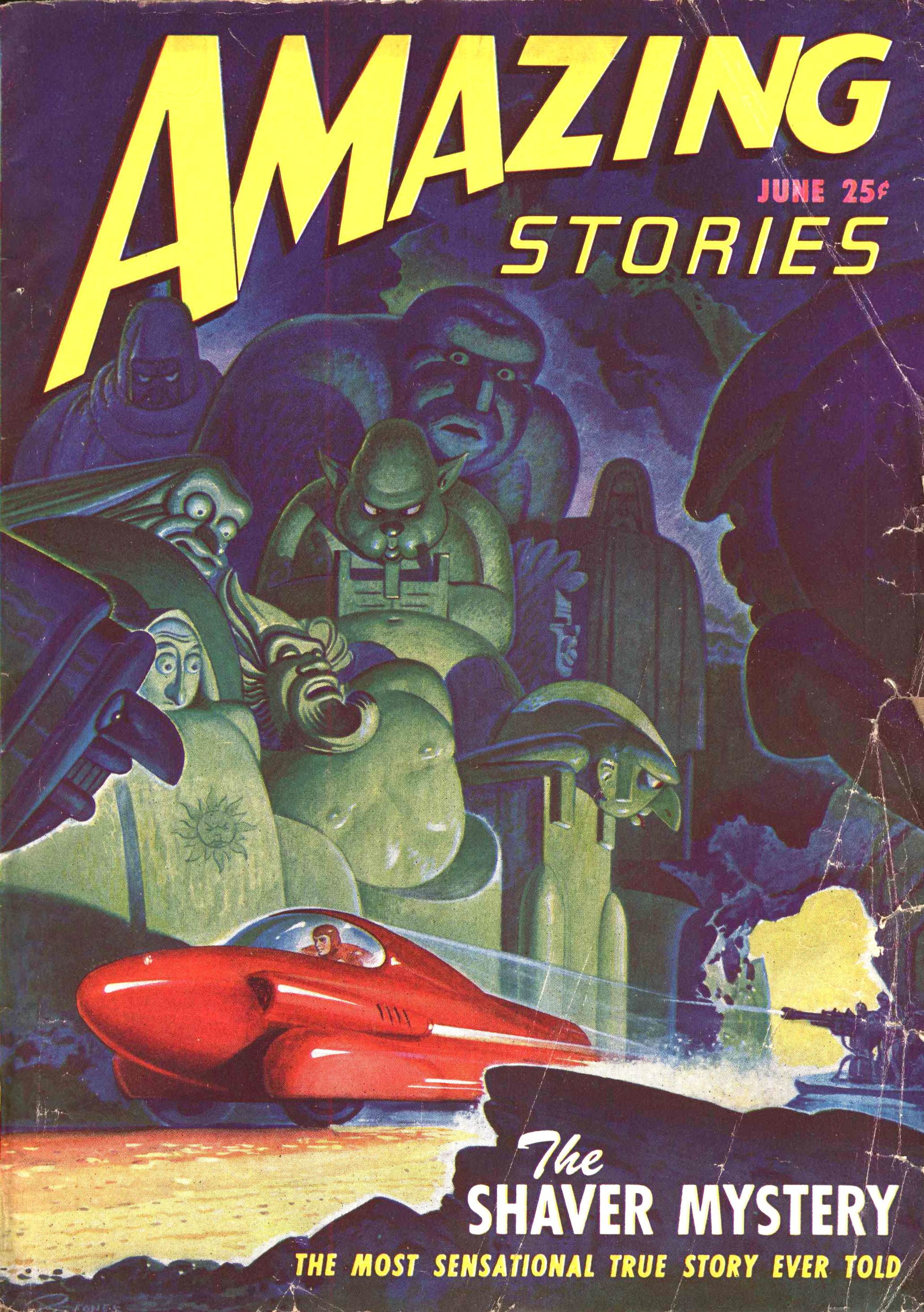
Capa da revista Amazing Stories de junho de 1947 com um capítulo do "Shaver Mystery"

O gênero do mundo perdido teve uma influência significativa no gênero nascente de ficção científica. Por exemplo, Edmond Hamilton, o conhecido mestre da space opera, escreveu várias obras desse tipo, incluindo The Valley of Creation (1948).
De 1945 a 1949, a revista pulp de ficção científica Amazing Stories apoiou a ideia de uma Terra oca, publicando uma série de histórias de Richard S. Shaver nas quais a sensacional história de uma raça superior pré-histórica que sobreviveria foi apresentada como verdade nas cavidades da Terra. Os descendentes desta raça, conhecida como Dero, viveriam em cavernas usando máquinas fantásticas abandonadas por raças antigas para atormentar aqueles que vivem na superfície. Seguindo as afirmações de Shaver, apoiadas apenas por "rumores" hipotéticos, milhares de pessoas escreveram ao jornal alegando ouvir "vozes infernais" do subsolo. Shaver também publicou na revista Other Worlds. O "Shaver Mystery" (como foi chamado) causou sensação, mas conforme a farsa continuava (Shaver nunca admitiu que fosse ficção), desqualificou a reputação da revista. A relevância desta série é mais histórica do que literária; essas pequenas histórias de ficção científica incluíam muitos dos temas que mais tarde seriam aceitos no cânone dos OVNI.
A maior influência do gênero "mundo perdido" na ficção científica, entretanto, foi o nascimento de uma nova vertente, o romance planetário que - como o nome sugere - nada mais é do que sua extensão a um cenário planetário. De acordo com Allienne Becker, esta é uma evolução lógica: "Quando não havia mais cantos inexplorados de nossa terra, o romance do mundo perdido se voltou para o espaço" No romance planetário, as transformações da "space opera" são aplicadas ao gênero de romance "pulp": o bravo aventureiro torna-se um viajante espacial, freqüentemente da Terra, simbolizada pela Europa e Estados Unidos modernos (entendidos como centros de tecnologia e colonialismo). Outros planetas (freqüentemente, nas primeiras histórias do gênero, Marte e Vênus) substituindo Ásia e África como locais exóticos; onde tribos hostis de alienígenas e suas decadentes monarquias substituem os estereótipos ocidentais de "raças selvagens" e "despotismo oriental". O primeiro escritor a conquistar um grande mercado para este tipo de histórias foi Edgar Rice Burroughs, cujas primeiras obras da série sobre Marte (Barsoom) surgiram em 1911. A publicação de revistas pulp de ficção científica a partir de 1926 (particularmente prolíficas nos anos 1930) criou um novo mercado para romances planetários, com forte influência nas encarnações posteriores desse gênero narrativo.
A vertente "mundos perdidos" da ficção científica continuou com trabalhos que descrevem a descoberta de civilizações em planetas perdidos. Um bom exemplo disso é muito do trabalho de Anne McCaffrey, mais notavelmente sua série meticulosa Dragonriders of Pern, que se passa em um planeta distante colonizado por terráqueos, mas depois esquecido. A série de romances de McCaffrey enfoca a luta pela sobrevivência deste mundo perdido contra uma ameaça que o visita por cinquenta anos em 250, e na estrutura social que se desenvolveu para enfrentar esse desafio. Outro exemplo é a série Darkover de Marion Zimmer Bradley, que por sua vez descreve um mundo colonizado pela Terra e então esquecido por milênios, onde, no entanto, os colonos cruzaram com raças alienígenas nativas, desenvolvendo poderes psíquicos extraordinários que são uma reminiscência de magia e um civilização peculiar baseada neles.
No mundo dos quadrinhos é possível citar Henga, el cazador (1974) de Juan Zanotto (desenhos) e Ray Collins (roteiros). A saga, ambientada "no alvorecer da civilização, no final do Neolítico" (por volta de 4500 a.C.), gira em torno do mistério das origens do protagonista e de sua conexão com a mítica Atlântida. O "mundo perdido" é aqui uma "pré-história-fantástica" na qual coexistem homens primitivos, monstros pré-históricos e os sobreviventes de uma civilização alienígena muito avançada em perigo de extinção. Novamente de Juan Zanotto, a saga de quadrinhos de ficção científica Horizontes perdidos  1993), então continuada com o título Falka, é um romance planetário moderno ambientado em um planeta remoto, com um título que é uma citação do romance Lost Horizon de Hilton (1933).
Brian Stableford faz uma observação relacionada a mundos perdidos: "O motivo caiu gradualmente em desuso em virtude do aumento do conhecimento geográfico; hoje em dia, as terras perdidas têm de ser muito bem escondidas ou deslocadas para além de algum tipo de limite mágico ou dimensional. ... transforma assim seu significado que eles são mais bem pensados como mundos secundários ou outros mundos."

### Renascimento o tema em obras contemporâneas

A Terra Selvagem fica localizada em zona tropical Círculo Polar Antártico.

O conto Black as the Pit, from Pole to Pole (1977) de Steven Utley e Howard Waldrop é um pastiche de toda a tradição de "terra oca" e é considerado um dos precursores da ficção científica steampunk.
O escritor americano contemporâneo Michael Crichton invoca a tradição do "mundo perdido" em seu romance Congo (1980), que envolve uma busca pelas minas do rei Salomão, que dizem estar em uma cidade africana perdida chamada Zinj. Crichton também homenageou o gênero em sua série de romances e filmes Jurassic Park (desde 1990), embora seu "mundo perdido" povoado por dinossauros seja artificialmente feito por um magnata com engenharia genética para fins comerciais: criar uma grande atração para os turistas.
Na década de 1990, James Gurney publicou uma série de romances sobre a ilha chamada Dinotopia, em que os humanos coexistem pacificamente com os dinossauros vivos. Sigrid and the Lost Worlds, uma série literária juvenil de Serge Brussolo, cujos heróis são adolescentes (2002 a 2005).
Vários romances de James Rollins, começando com The City of Ice (Subterranean, 1999), são uma abordagem contemporânea do tema do mundo perdido em um techhno-thriller.
Em Antarktos Rising (2007), de Jeremy Robinson, dinossauros e nefilins emergem da camada de gelo derretida. Pym (2011) de Mat Johnson descreve hominídeos brancos gigantes que vivem em cavernas de gelo. The Mountains at the Bottom of the World (1972), de Ian Cameron, descreve uma população esquecida, o Paranthropus, que vive no Chile, no extremo sul dos Andes.
O tema do mundo perdido está presente em muitas outras mídias. Os quadrinhos também fazem uso dessa ideia, por exemplo com a Terra Selvagem do Universo Marvel, onde os heróis Shanna e Ka-Zar vivem suas aventuras, ou na terra paradisíaca de Themyscira na DC Comics. Em videogames, é usado em particular em Tomb Raider e sequências e em Uncharted. No campo cinematográfico, a franquia Indiana Jones lança mão de conceitos semelhantes, assim como o filme Sky Captain and the World of Tomorrow, filme de 2004 que homenageia as histórias das revistas pulp. A série de TV de sucesso Lost (2004-2010) se concentra nos sobreviventes de um acidente de avião em uma ilha desconhecida.